# Seixal
Seixal je farnost na severozápadě portugalského ostrova Madeira, která se nachází v okrese Porto Moniz. Podle údajů z roku 2011 zde žilo 656 obyvatel a jejich počet od 50. let 20. st. neustále klesá. Název farnosti je odvozen od velkého množství oblázků (portugalsky seixos) na plážích.

## Geografie a hospodářství
Na severu je Seixal omýván Atlantikem a jihu od farnosti se nachází hory, díky kterým je zde k vidění několik vodopádů. Nejznámějším vodopádem je Véu da Noiva, který padá přímo do oceánu. 
Seixal je spojen s okolními farnostmi Ribeira da Janela a São Vincente silnicí VE2. Většina obyvatel obce pracuje v zemědělství a zbytek v turistickém ruchu.

## Galerie

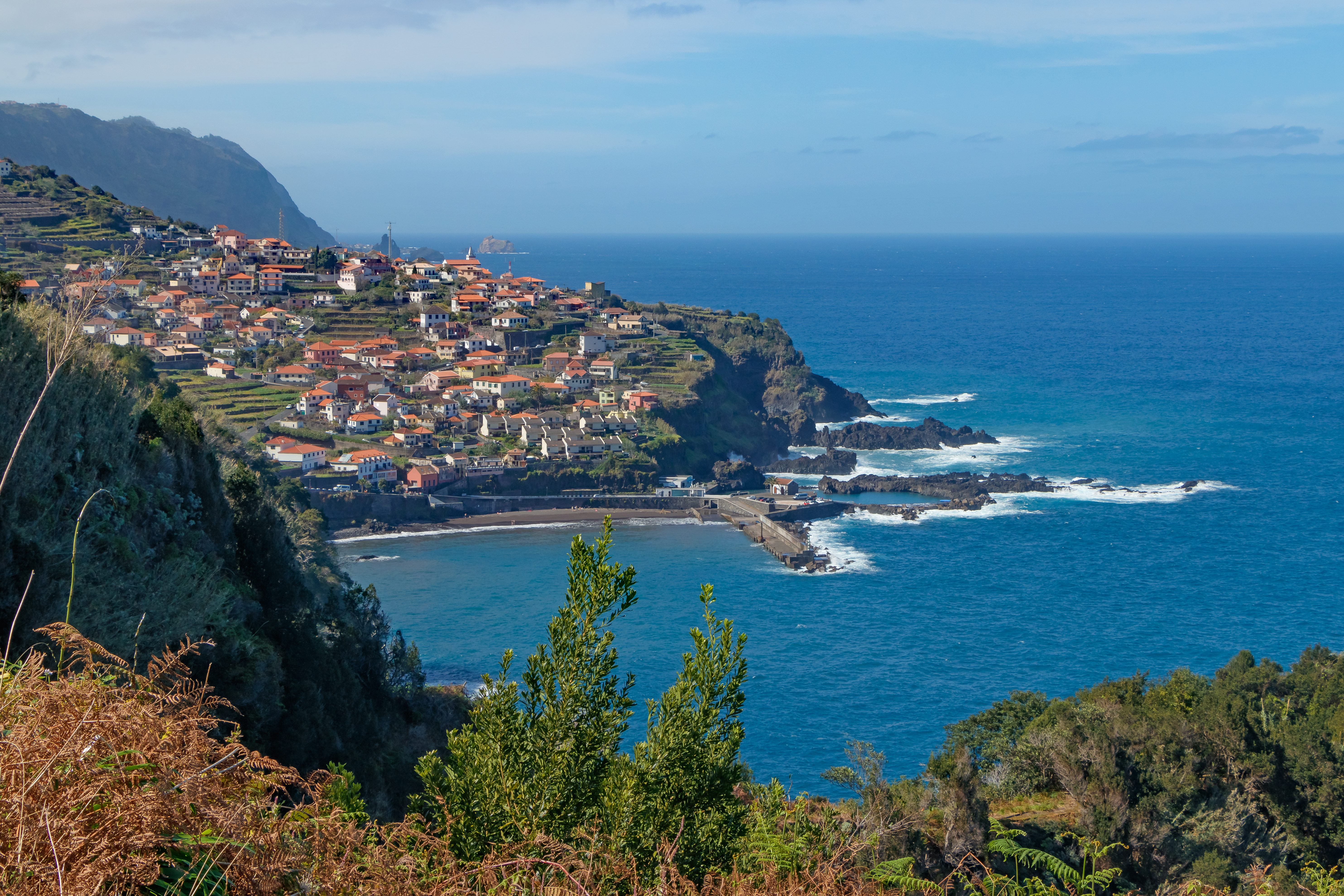
Pohled na obci ze západu
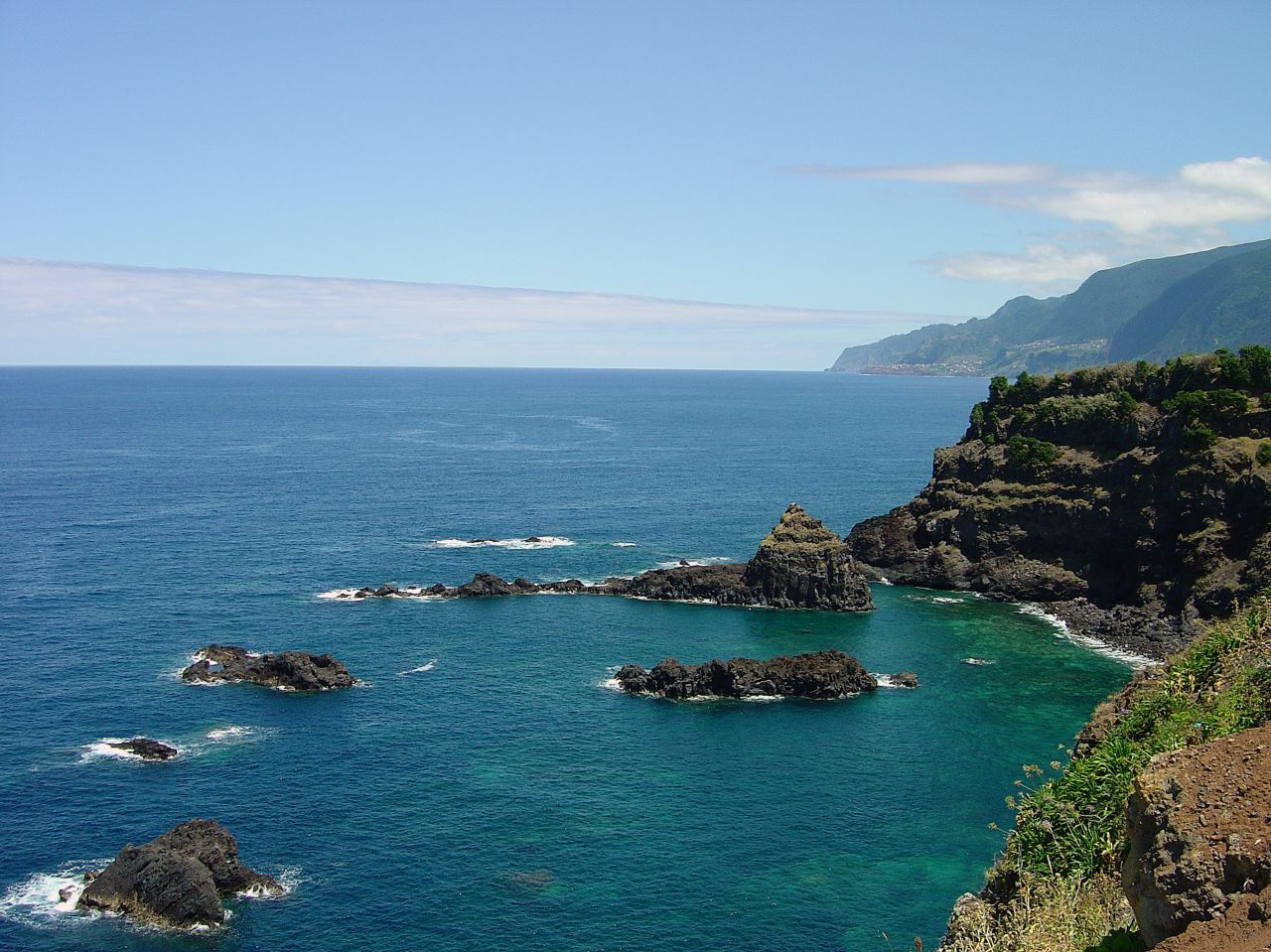
Moře u Seixalu
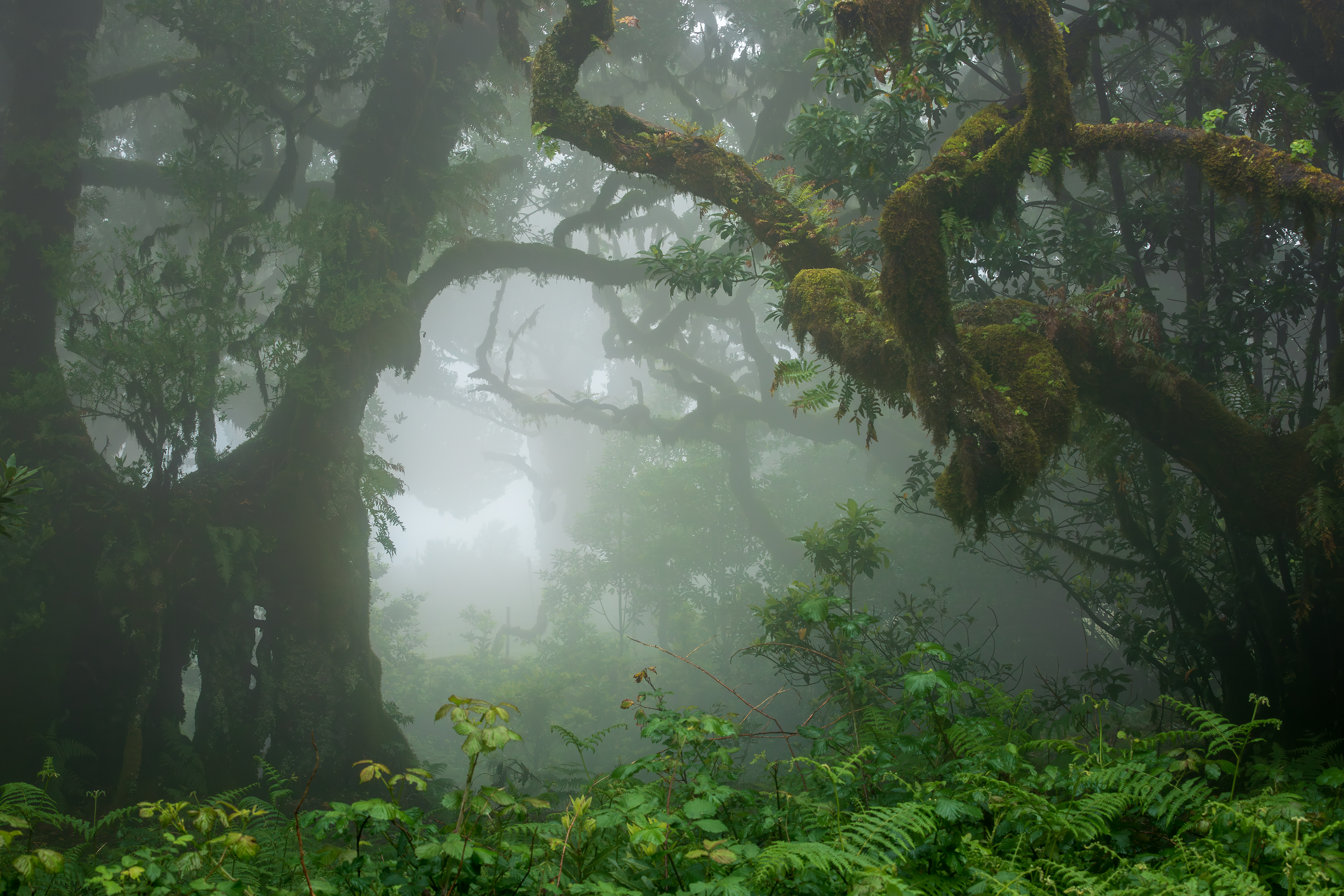
Vavřínový prales nacházejí se ve správní oblasti farnosti Seixal
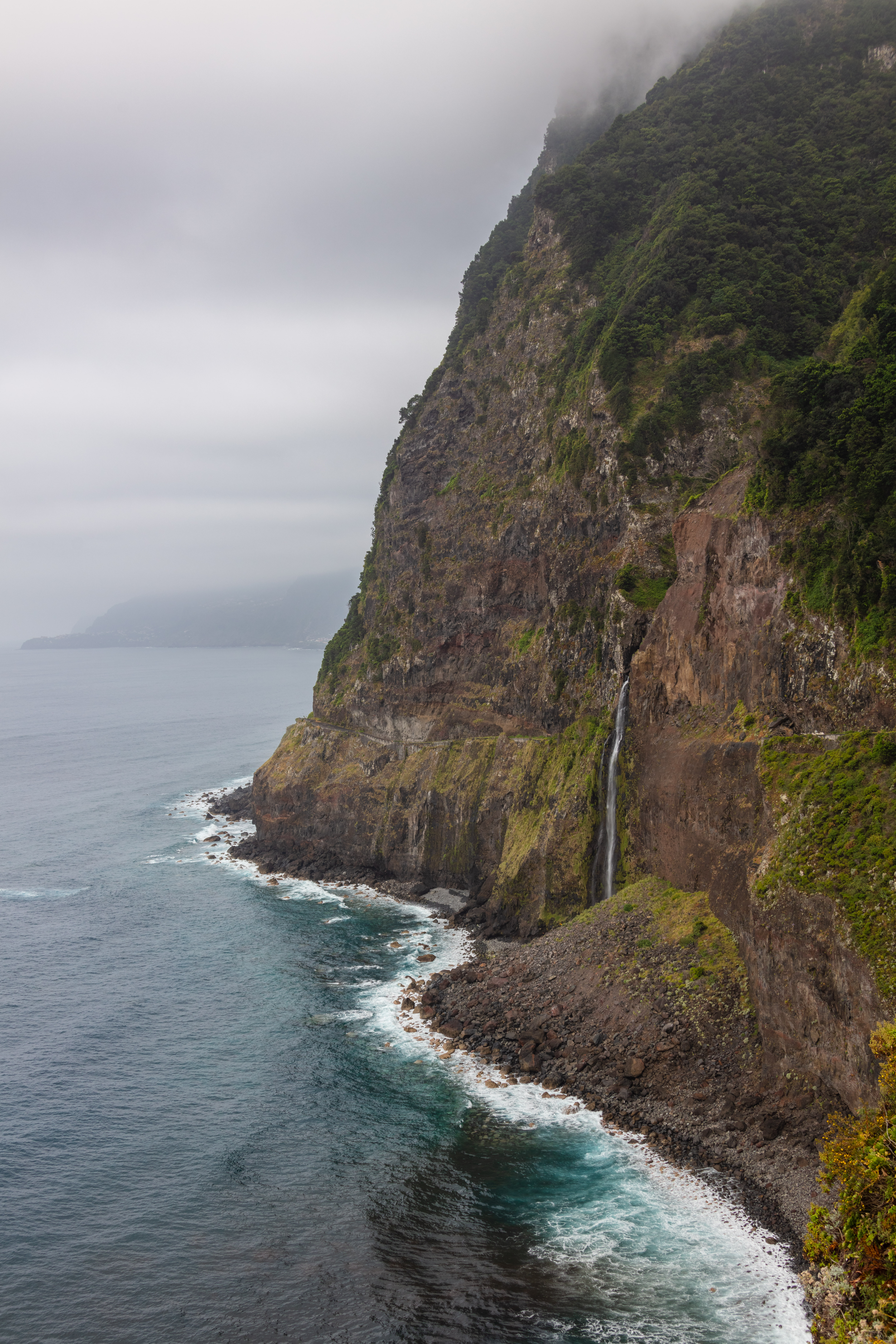
Vodopád Véu da Noiva